# 紹德龜金花蟲
紹德龜金花蟲（学名：Cassida sauteri）为金花蟲科龜金花蟲屬下的一个种。